# European Charter – Villages of Europe
European Charter – Villages of Europe, kurz European Charter ist eine Vereinigung ländlicher Gemeinden aus der Europäischen Union. Die Vereinigung hat 28 Mitglieder, eine Gemeinde aus jedem der 28 Mitgliedsstaaten der EU. Sie wurde 1989 gegründet, im gleichen Jahr wie die Douzelage, eine andere Vereinigung von Kommunen aus EU-Ländern. 

## Geschichte und Grundsätze
Die Idee zur Vereinigung von ländlichen Gemeinden entstand in der Gemeindeverwaltung des französischen Cissé, motiviert durch die zunehmenden europäischen Städtepartnerschaften. Jeweils eine Gemeinde der damals zwölf EU-Mitgliedsstaaten kamen dann 1989 überein, solidarisch und gleichberechtigt zusammenzuarbeiten und zu einem besseren gegenseitigen Kennenlernen beizutragen. Jugendaustausch und die Kooperation insbesondere in kulturellen, wirtschaftlichen und sozialen Belangen wurden als Schwerpunkte festgelegt, doch sind auch Aktivitäten in allen weiteren Themenbereichen zulässig, ausgenommen Politik, Philosophie und Religion.
Ein jährliches Zusammentreffen von Vertretern aus allen Gemeinden wurde vereinbart, wobei jede Gemeinde die Möglichkeit erhält, das Treffen auszurichten. Die Mitgliedsgemeinden sind zudem angehalten, ihre Bewohner über die Tätigkeiten der Vereinigung und über die Möglichkeiten der Mitarbeit und des Austausches zwischen den Mitgliedsgemeinden zu informieren.
Im Zuge der verschiedenen EU-Erweiterungen wurden in der European Charter in mehreren Schüben eine ländliche Gemeinde aus jedem weiteren Beitrittsland aufgenommen.
Nach dem Beitritt Kroatiens zur EU 2013 nahm die European Charter zuletzt sein jüngstes Mitglied auf (Stand 2016), den auf der Insel Murter gelegenen Ort Tisno.

## Organisation
Die Bürgermeisterversammlung der Mitgliedsgemeinden wählt das achtköpfige Präsidium, das seinerseits das Daily Board mit Präsident und zwei Vizepräsidenten wählt. Den Präsidenten und Vizepräsidenten stehen Assistenten aus dem Kreis der Versammlung zur Seite, die als Kassenwart und in anderen Funktionen die Verwaltung des Vereins übernehmen. Alle Ämter sind unentgeltliche Ehrenämter.
Zuletzt bestand das Präsidium aus den Bürgermeistern folgender acht Gemeinden:
- Cissé: Annette Savin
- Hepstedt/Tarmstedt: Frank Holle
- Holmegaard/Næstved: Jette Johnsen
- Lassee: Karl Grammanitsch
- Medzev: Valeria Flachbartova
- Samuel: Teresa Pedrosa
- Strzyżów: Mariusz Kawa
- Troisvierges: Marc Back

Präsident der European Charter ist Karl Grammanitsch (Gänserndorf/Österreich), sein Sekretär ist Clemens Wagner (Lassee/Österreich). Vizepräsidenten sind Valeria Flachbartova (Medzev/Slowakei) und Teresa Pedrosa (Samuel/Portugal).

## Mitglieder
| Gemeinde                 | Kreis                           | Staat                  | Beitritt |
| ------------------------ | ------------------------------- | ---------------------- | -------- |
| Bienvenida               | Provinz Badajoz                 | Spanien                | 1989     |
| Bièvre                   | Provinz Namur                   | Belgien                | 1989     |
| Bucine                   | Provinz Arezzo                  | Italien                | 1989     |
| Cashel                   | County Tipperary                | Irland                 | 1989     |
| Cissé                    | Département Vienne              | Frankreich             | 1989     |
| Desborough               | Borough of Kettering            | Vereinigtes Königreich | 1989     |
| Esch                     | Gemeinde Boxtel                 | Niederlande            | 1989     |
| Hepstedt                 | Landkreis Rotenburg (Wümme)     | Deutschland            | 1989     |
| Holmegaard               | Næstved Kommune                 | Dänemark               | 1989     |
| Ibănești                 | Kreis Mureș                     | Rumänien               | 2007     |
| Kandava                  | Bezirk Kandava                  | Lettland               | 2004     |
| Kannus                   | Verwaltungsgemeinschaft Kokkola | Finnland               | 1995     |
| Kolindros                | Pydna-Kolindros                 | Griechenland           | 1989     |
| Lassee                   | Bezirk Gänserndorf              | Österreich             | 1995     |
| Pano Lefkara             | Bezirk Larnaka                  | Zypern                 | 2004     |
| Medzev                   | Okres Košice-okolie             | Slowakei               | 2004     |
| Moravče                  | Region Osrednjeslovenska        | Slowenien              | 2004     |
| Nadur                    | Distrikt Gozo and Comino        | Malta                  | 2004     |
| Nagycenk                 | Komitat Győr-Moson-Sopron       | Ungarn                 | 2004     |
| Ockelbo                  | Gävleborgs län                  | Schweden               | 1995     |
| Põlva                    | Kreis Põlva                     | Estland                | 2004     |
| Samuel                   | Kreis Soure                     | Portugal               | 1989     |
| Sliwo Pole               | Oblast Russe                    | Bulgarien              | 2007     |
| Starý Poddvorov          | Okres Hodonín                   | Tschechien             | 2004     |
| Strzyżów                 | Woiwodschaft Karpatenvorland    | Polen                  | 2004     |
| Tisno                    | Gespanschaft Šibenik-Knin       | Kroatien               | 2013     |
| Ulflingen (Troisvierges) | Kanton Clerf                    | Luxemburg              | 1989     |
| Žagarė                   | Rajongemeinde Joniškis          | Litauen                | 2004     |

## Friends of Europe
Im niederländischen Esch gründete sich der Freundeskreis Europa als Friends of Europe, der 1996 unter dem Motto „Esch, meetingpoint in Europe“ seine Aktivität begann. Seither haben sich zehn Gemeinden dem Verein angeschlossen. Inzwischen lautet seine offizielle Bezeichnung „Friends of Europe Associations in the Charter of European Rural Communities“. Der Verein unterstützt ergänzende Initiativen von Schulen, Sportvereinen und anderen privaten Austausch-Projekte innerhalb der European Charter-Gemeinden.
Mitglieder:
- Esch,  Niederlande
- Næstved,  Dänemark
- Hepstedt,  Deutschland
- Bièvre,  Belgien
- Samuel,  Portugal
- Bienvenida,  Spanien
- Cissé,  Frankreich
- Desborough,  Vereinigtes Königreich
- Nagyçenk,  Ungarn
- Cashel,  Irland